# Runaway (film 2010)
Runaway è un cortometraggio musicale statunitense del 2010, diretto ed interpretato da Kanye West.
Esso è stato realizzato come un videoclip, utilizzando le canzoni dell'album di West My Beautiful Dark Twisted Fantasy. È ispirato da altri film musicali come Purple Rain, The Wall e Thriller e dai pittori Pablo Picasso e Henri Matisse. Altre ispirazioni provengono dai registi Federico Fellini e Stanley Kubrick, così come dallo stilista Karl Lagerfeld. Il video rappresenta la relazione romantica tra un uomo ed una creatura metà donna, metà fenice.

## Trama
Il film si apre col protagonista, Griffin, che corre lungo una strada in una foresta con la camicia sbottonata, seguito da una narrazione di Nicki Minaj con un accento britannico. Griffin appare successivamente mentre guida la sua auto, una MTX Tatra V8, attraverso la foresta con la canzone Dark Fantasy in sottofondo. Una fenice (Ebanks), si schianta sulla Terra come un meteorite, e Griffin fa un incidente. Mentre la macchina esplode, Griffin prende in braccio la creatura e la porta a casa sua. La fenice entra in contatto con diversi oggetti degli umani, tra i quali un nuovo schermo di un televisore ed una teiera in porcellana. Dopo aver ballato su un remix di Power suonato da Griffin con un MPC2000XL,  viene portata dal protagonista in giro a vedere un busto di Michael Jackson in cartapesta, una marching band e dei fuochi artificiali nel deserto. Durante questa sequenza si può sentire All of the Lights. Griffin s'innamora di lei ed organizza una cena formale con in sottofondo Devil in a New Dress. Gli ospiti disgustati sembrano scambiarsi commenti negativi nei confronti della fenice.  Essi sono tutti vestiti di bianco, mentre i protagonisti appaiono tra il terreno e l'ultraterreno in confronto. La scenografia rimanda all'immaginario Biblico, così come il cibo: la prima portata è pane ed una bevanda rosa, servita nei bicchieri da vino, successivamente sui piatti compaiono dei pesci.
Griffin, sconvolto, reagisce suonando una versione di Runaway al pianoforte, mentre alcune ballerine con un tutu nero danzano, seguite da una sezione in stop motion di una toile solitaria fa una performance su di una continuazione della canzone con l'Auto-Tune. La cena si conclude quando la fenice, terrorizzata, grida la sua angoscia davanti alla rivelazione della portata principale, un tacchino, facendo fuggire tutti i presenti. L'inizio di Hell of a Life è il sottofondo di questa scena,  e s'interrompe sulla successiva inquadratura della fenice che sta seduta nel giardino della casa di Griffin mentre il cielo viene coperto dalle nuvole, accompagnata da Blame Game. Dopo la cena, la coppia è mostrata mentre osservano le stelle mentre parlano della creazione di alcune sculture. La creatura afferma che gli umani sono delle fenici che sono state tramutate in pietre dalla società. Lei commenta la natura repressiva del mondo, dichiarando: “Sai cosa odio del tuo mondo? Nulla di diverso da ciò che tu stai provando a cambiare“. Gli rivela poi che, per compiere il suo destino, deve bruciare e così poter tornare a casa. Griffin, tuttavia, non riesce ad accettarlo e loro fanno l'amore sulle note di Lost in the World. La mattina seguente si sveglia sul tetto del suo appartamento e non riesce a trovare la fenice da nessuna parte. Alla fine ella viene mostrata mentre vola attraverso il cielo, adornata da un'aura dorata. Il film si conclude con la corsa disperata di Griffin attraverso la foresta, presumibilmente nell'ultimo, futile tentativo di trovarla e fermarla, mentre la fenice lo contempla dall'alto, visibilmente triste, e continua a volare.

## Produzione
Runaway è  stato girato a Praga in 4 giorni nell'estate del 2010. Il copione è stato scritto da Hype Williams, mentre la storia è opera dello stesso West. Vanessa Beecroft ha lavorato come direttore artistico con Jonathan Lia produttore. Yemi A.D. è il responsabile per le coreografie e per i balletti della sequenza di Runaway. West descrive il video come una “rappresentazione generale” di cosa lui sogni ed un parallelo della sua carriera.  Parlando ad MTV News, West ha affermato che lui voleva rappresentare tutte le donne della sua vita, sua madre e le passate fidanzate incluse, ed esse sono “connesse alle differenti emozioni”. Secondo la modella Selita Ebanks, co-protagonista del video, la morale è che  “il mondo non accetta, o tenta di cambiare, ciò che è diverso, invece di provare a comprenderlo”.

## Distribuzione
Il trailer fu rilasciato durante l'edizione 2010 dell'MTV Video Music Awards ed il film completo a Parigi il 5 ottobre ed il 6 ottobre al BAFTA. Il video ha debuttato il 23 ottobre su VEVO, MTV, BET e VH1.

## Accoglienza

### Critica
Il video fu lodato da Ken Tucker di Entertainment Weekly, definendolo “un film artistico finemente modulato da un uomo con una missione”, sottolineando l'uso di colori primari così come nell'immaginario del film. Jozen Cummings di The Wall Street Journal lo descrisse come “un miscuglio tra un video musicale ed un affascinante film indipendente”, dichiarando che il più grande obiettivo raggiunto dal video è il modo in cui “la musica di West ha preso vita”. Will Dean di The Guardian ha definito il film uno strumento promozionale creativo, affermando che esso era “ridicolo, appariscente ed egoistico”, rientrando perfettamente nell'estetica dell'autore. Nicole Jones di MTV Buzzworhy affermò che la maggior parte del video era senza senso e poco coerente, ma, indipendentemente dal suo vero significato, il film era “veramente bello da vedere, la musica era grandiosa, e ci ha ricordato ancora una volta che esiste un solo Mr. West”. Jorge Cullar offrì un'opinione meno favorevole del corto, dichiarando che esso non riusciva a rimanere coerente, a causa della mancanza in West “dell'eclettismo capace di combinare elementi disparati come quelli esemplificati da uno scaltro Picasso, la decontrazione di un Derrida, la creatività di un Warhol, o l'avanguardia glam di un David Bowie”. Clair Saddath del Time ha classificato il video come il più bello di sempre.

## Riconoscimenti
Il video fu nominato come Video of the Year at the BET Awards nel 2011, e West fu nominato per il Director of the Year.